# George Arnott Walker Arnott
George Arnott Walker-Arnott (Edimburg, 6 de febrer de 1799 – Glasgow, 17 de juny de 1868) va ser un botànic escocès.
Estudià Dret a Edimburg i més tard es va fer botànic, ocupant la plaça de Regius Professor de Botànica a la Universitat de Glasgow. Estudià botànica a Amèrica del Nord amb Sir William Hooker i col·laborà amb Robert Wight en estudis de botànica de l'Índia.

## Algunes publicacions
- Disposition méthodique des espèces de mousses, 1825
- Tentamen methodi muscorum (con Robert Kaye Greville), 1826
- The botany of Captain Beechey's voyage, 1830–1841 (con William Jackson Hooker)
- Prodromus florae peninulae Indiae orientalis (con Robert Wight), 1834

## Honors

### Epònims
Gèneres
- (Orchidaceae) Arnottia A.Rich.[1]

Espècies
- (Asclepiadaceae) Anisotoma arnottii Benth. & Hook.f.[2]

- (Asclepiadaceae) Brachystelma arnottii Baker[3]

- (Fabaceae) Indigofera arnottii (Kuntze) Peter G.Wilson[4]

- (Malvaceae) Hibiscus arnottii Griff. ex Mast[5]

- (Solanaceae) Sclerophylax arnottii Miers[6]

- (Woodsiaceae) Athyrium arnottii Milde[7]